# Makowiska (osada w powiecie bydgoskim)
Makowiska – osada w Polsce, położona w województwie kujawsko-pomorskim, w powiecie bydgoskim, w gminie Solec Kujawski.
W tejże gminie znajduje się wieś o tej samej nazwie – siedziba sołectwa.
W latach 1975–1998 miejscowość administracyjnie należała do województwa bydgoskiego.